# Phellodon
Phellodon is een geslacht van schimmels behorend tot de familie Bankeraceae. De typesoort is Phellodon niger. De naam van het geslacht werd in 1881 voor het eerst geldig gepubliceerd door de Finse mycoloog Petter Adolf Karsten.

## Kenmerken

### Macroscopische kenmerken
Phellodon groeien vaak in groepjes op de grond en hebben gesteelde vruchtlichamen. De hoed heeft een fluweelachtig tot geschubd oppervlak en is witachtig tot zwartbruin van kleur. De onderkant is bedekt met priemvormige stekels die met de jaren grijs worden. De sporenprint is wit. Het vlees is door en door taai-vezelig-kurkachtig-houtachtig of heeft een sponsachtige, viltige consistentie aan de buitenkant en een vezelachtige, taaie tot houtachtige consistentie aan de binnenkant (duplexstructuur). Het trama heeft een zonering en ruikt kenmerkend naar maggi of lavas.

### Microscopische kenmerken
Er is een monomitisch hyfensysteem. De septen hebben geen gespen. Cystidia zijn afwezig. De slank knuppelvormige basidia zijn 4-sporig en hebben geen basale gespen. De bijna bolvormige tot elliptische sporen zijn kleurloos, stekelig geornamenteerd en vertonen geen jodiumkleurreactie.

## Soorten
Volgens Index Fungorum telt het geslacht 28 soorten (peildatum maart 2022):
| Soortnaam                                      | Auteur(s)                     | Publicatiejaar |
| ---------------------------------------------- | ----------------------------- | -------------- |
| Phellodon atratus                              | K.A. Harrison                 | 1964           |
| Phellodon atroardesiacus                       | B.K. Cui & C.G. Song          | 2021           |
| Phellodon brunneoolivaceus                     | R.E. Baird                    | 2013           |
| Phellodon brunneo-olivaceus                    | Coker & Beers                 | 1951           |
| Phellodon cinereofuscus                        | B.K. Cui & C.G. Song          | 2021           |
| Phellodon confluens (Wollige stekelzwam)       | (Pers.) Pouzar                | 1956           |
| Phellodon coriaceomembranaceus                 | (Schwein.) Banker             | 1906           |
| Phellodon excentrimexicanus                    | R.E. Baird                    | 1985           |
| Phellodon fibulatus                            | K.A. Harrison                 | 1972           |
| Phellodon fuligineoalbus (Blozende stekelzwam) | (J.C. Schmidt) R.E. Baird     | 2013           |
| Phellodon implicatus                           | R.E. Baird & S.R. Khan        | 1986           |
| Phellodon indicus                              | Khara                         | 1978           |
| Phellodon maliensis                            | (Lloyd) Maas Geest.           | 1966           |
| Phellodon melaleucus (Tengere stekelzwam)      | (Sw. ex Fr.) P. Karst.        | 1881           |
| Phellodon mississippiensis                     | R. Baird                      | 2013           |
| Phellodon niger (Blauwzwarte stekelzwam)       | (Fr.) P. Karst.               | 1881           |
| Phellodon nothofagi                            | McNabb                        | 1971           |
| Phellodon plicatus                             | (Lloyd) Maas Geest.           | 1966           |
| Phellodon putidus                              | (G.F. Atk.) Banker            | 1906           |
| Phellodon radicatus                            | R.E. Baird                    | 1985           |
| Phellodon rufipes                              | Maas Geest.                   | 1971           |
| Phellodon secretus                             | Niemelä & Kinnunen            | 2003           |
| Phellodon sinclairii                           | (Berk.) G. Cunn.              | 1958           |
| Phellodon stramineus                           | B.K. Cui & C.G. Song          | 2021           |
| Phellodon tenuis                               | R.E. Baird                    | 1988           |
| Phellodon tomentosus (Dennenstekelzwam)        | (L.) Banker                   | 1906           |
| Phellodon violascens                           | (Alb. & Schwein.) A.M. Ainsw. | 2019           |
| Phellodon yunnanensis                          | B.K. Cui & C.G. Song          | 2021           |